# Dancing Column

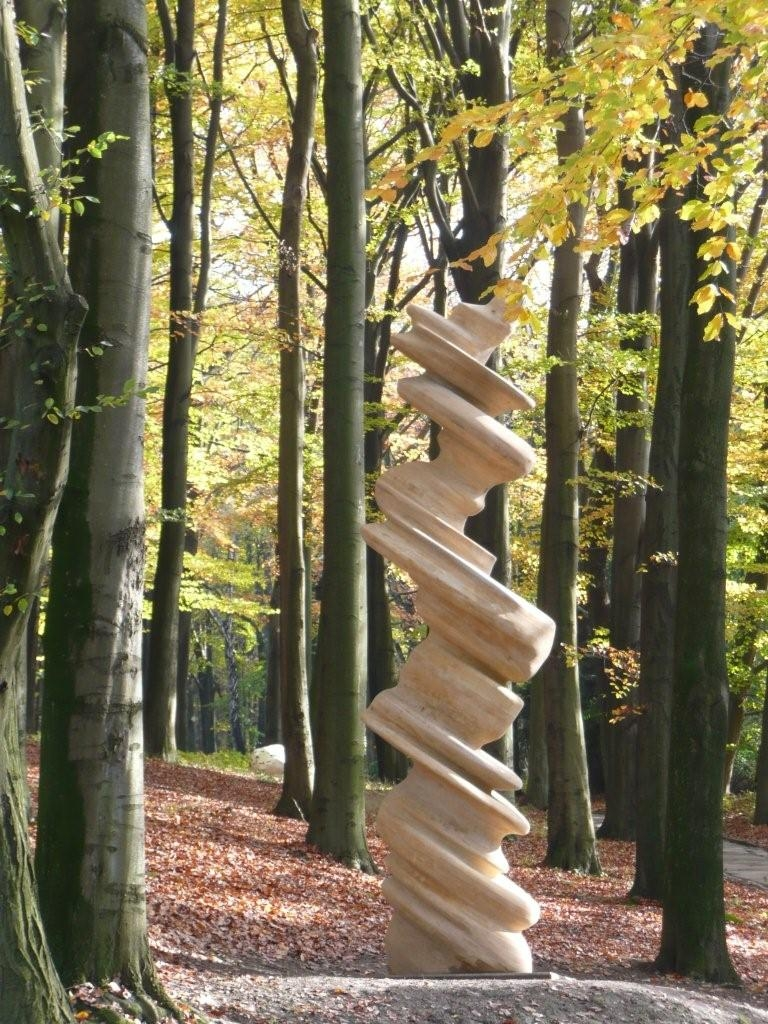
Dancing Column

Dancing Column (deutsch: tanzende Säule) ist eine Skulptur des britischen Bildhauers Tony Cragg.

## Lage
Die Skulptur befindet sich im Skulpturenpark Waldfrieden in Wuppertal, in der Nähe der ersten Ausstellungshalle, die 2007 errichtet wurde. Im Wintergarten der britischen Botschaft in Berlin steht die Doppelskulptur mit dem Namen Dancing Columns.
Es existiert eine ähnliche Skulptur mit gleichem Namen.

## Beschreibung
Die Doppelskulptur Dancing Columns (2000) ist aus Sandstein.
Die Dancing Column (2008) ist eine aus Seeberger Sandstein gefertigte Skulptur und hat die Maße 560 × 130 × 130 Zentimeter. Die Oberfläche ist nicht poliert, sondern matt. Eine ähnliche Skulptur mit gleichen Namen (Dancing Column, 2010) hat die Maße 650 × 220 × 220 cm, und ist in der Oberfläche polierter als die Wuppertaler Variante.
Das Magazin Stein, eine Fachzeitschrift für Naturwerkstein, schreibt in der Vorstellung als „Skulptur des Monats“:

„Das Werk ist ein Schichtgebilde und hat eine bis in den Körper hinein fühlbare Spannung und Rotation. Die Säule besteht aus Linsen und Scheiben verschiedener Stärken und Durchmesser, die gruppenweise gestapelt und deren Kanten abgerundet sind. Zudem sind sie gegeneinander versetzt und gleichermaßen aus der Senkrechtachse heraus gekippt. Einige von ihnen könnten gedreht oder gedrechselt worden sein. Die gestufte Achse besteht aus vier Scheibenstapeln und durch das ständige Rücksetzen der Elemente gegeneinander wird ein aufrechter Säulenkörper ermöglicht.“

Cragg sagt selbst von dieser Skulptur:

„Der Rhythmus des Vor- und Zurücktretens hält die Säule in einem Zustand der Balance und Leichtigkeit. Wie unter ihresgleichen tanzt die Säule zwischen den Stämmen mächtiger Bäume“

## Geschichte

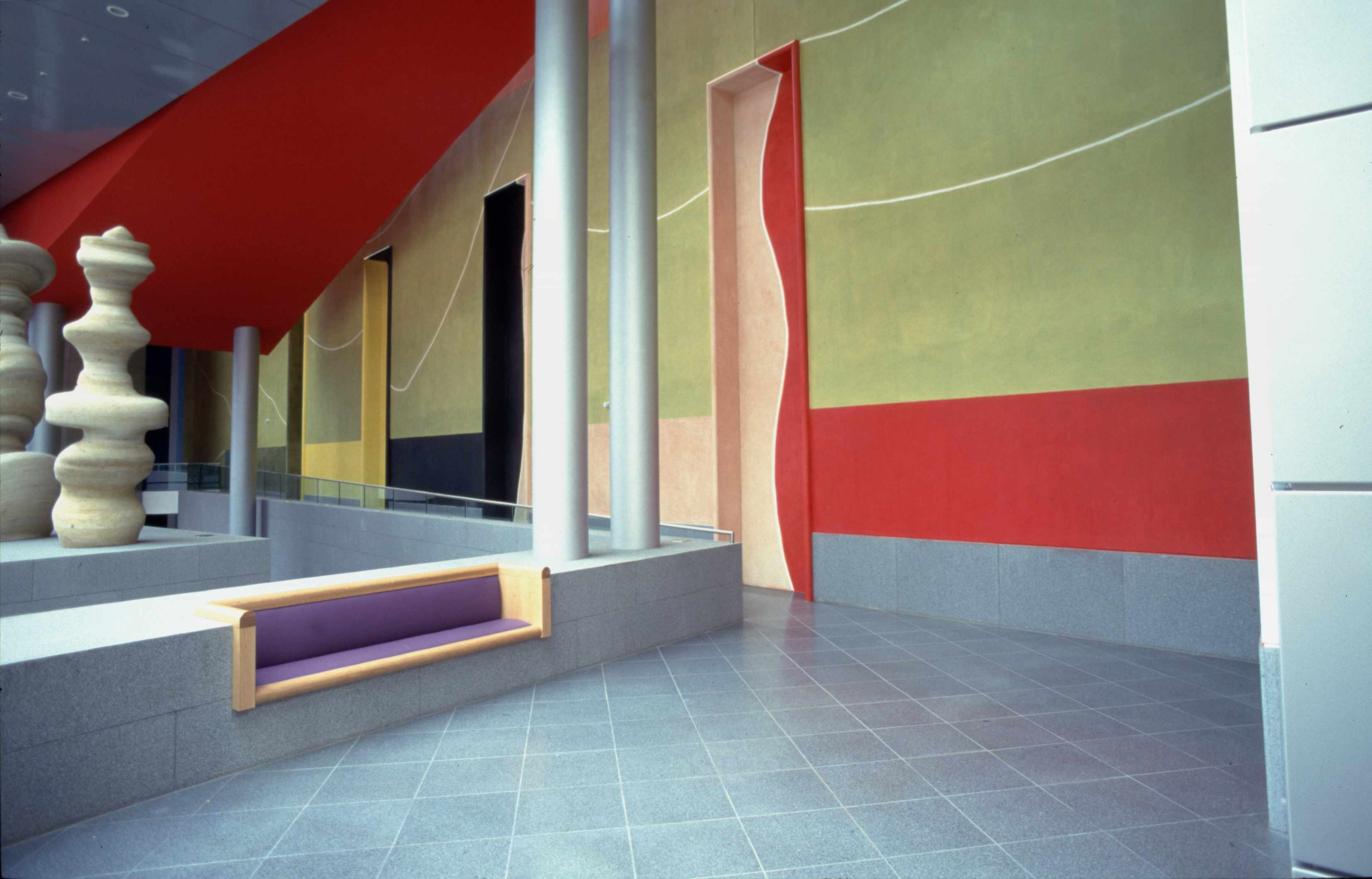
Dancing Columns, 2000 in der britischen Botschaft

Die Doppelskulptur mit dem Namen Dancing Columns hatte Cragg 2000 geschaffen und wurde über das Foreign and Commonwealth Office (FCO) für die Government Art Collection des Vereinigten Königreiches im Juli 2000 erworben, sie steht nun seit der Eröffnung der britischen Botschaft in Berlin im Juli 2000 dort im Wintergarten.
Eine weitere Skulptur Dancing Column wurde 2008 gefertigt. Sowie eine weitere Skulptur mit dem gleichen Namen wurde von ihm 2010 gefertigt, sie wurde auch über das FOC erworben.